# 溫菲爾德鎮區 (印地安納州萊克縣)
溫菲爾德鎮區（英語：Winfield Township）是位於美國印地安納州萊克縣的一個行政鎮區。

## 地方資料
根據2010年美國人口普查的數據，溫菲爾德鎮區的面積為64.90平方千米，當中陸地面積為64.80平方千米，而水域面積為0.10平方千米。當地共有人口10,054人，而人口密度為每平方千米154.92人。